# Конти-Венґерські (Мазовецьке воєводство)
Конти-Венґерські (пол. Kąty Węgierskie) — село в Польщі, у гміні Непорент Леґьоновського повіту Мазовецького воєводства.
Населення — 760 осіб (2011).

## Демографія
Демографічна структура станом на 31 березня 2011 року:
|          | Загалом | Допрацездатний вік | Працездатний вік | Постпрацездатний вік |
| -------- | ------- | ------------------ | ---------------- | -------------------- |
| Чоловіки | 370     | 112                | 227              | 31                   |
| Жінки    | 390     | 94                 | 233              | 63                   |
| Разом    | 760     | 206                | 460              | 94                   |